# Marek Belka
Marek Marian Belka (Łódź; 9 de janeiro 1952 —) é um economista polonês, foi primeiro-ministro da Polônia entre 2004 e 2005.